# Жёлтый воробей
Жёлтый, или золотой воробей (лат. Passer luteus) — птица семейства воробьиных.

## Внешний вид
Размером с домового воробья. Самец окрашен очень ярко. Голова, шея и низ тела ярко-жёлтые, спина, крылья и хвост тёмно-коричневые. Самка очень похожа на самку домового воробья, но светлее, в оперении преобладает не буроватый, а золотистый оттенок.

## Распространение
Обитает в засушливых регионах северной Африки — от Мали на западе до Судана на востоке.

## Образ жизни
Населяет саванны и полупустыни. Гнездится колониями на кустах и невысоких деревьях. Гнездо шарообразное с боковым входом. В кладке 2—4 яйца сходных по размеру и окраске с яйцами домовых воробьёв. Насиживание длится 10 дней, насиживают оба родителя. Птенцов кормит, видимо, только самка. 

## Голос
Жёлтый воробей не обладает особыми певческими талантами, хотя иногда его и называют (неправильно) певчим воробьём. Как и все воробьи, он чирикает, причём более грубо и резко, чем домовый воробей.

## Содержание
Из-за красивой окраски жёлтый воробей часто содержится в клетках. Кормят его, как и канарейку — зерносмесью с добавлением влажной мешанки для насекомоядных птиц. В период размножения и линьки хорошо давать живых насекомых. Размножается очень редко, чаще это удаётся в зоопарках.